# Талвиц
Талвиц (њем. Thallwitz) општина је у њемачкој савезној држави Саксонија. Једно је од 41 општинског средишта округа Лајпциг. Посједује регионалну шифру (AGS) 14729380.

## Географски и демографски подаци
Општина се налази на надморској висини од 110 метара. Површина општине износи 53,0 km². У самом мјесту је, према процјени из 2010. године, живјело 3.792 становника. Просјечна густина становништва износи 72 становника/km².

## Међународна сарадња
| Мјесто | Држава | Врста сарадње | Од    |
| ------ | ------ | ------------- | ----- |
|        | Чешка  | контакт       | 2000. |
| Извор  |        |               |       |